# Raid sur Masyaf en 2024
Le 8 septembre 2024, Israël a attaqué une branche du Centre d'études et de recherche scientifiques syrien (SSRC) près de Masyaf, dans le nord-ouest du pays, tuant au moins dix-huit personnes selon les médias d'État,. L'Observatoire syrien des droits de l'homme (OSDH), basé au Royaume-Uni, a déclaré que 27 personnes avaient été tuées.
L'armée syrienne a déclaré que des avions israéliens survolant le Nord-Ouest du Liban ont lancé des missiles sur « un certain nombre de sites militaires dans la région centrale » vers 20h20 GMT, et que certains ont été abattus. L'autoroute Masyaf - Wadi al-Oyoun a été endommagée et un incendie s'est déclaré dans la zone boisée de Hair Abbas.
Citant des responsables occidentaux, le New York Times et Axios ont rapporté que des commandos de l'armée de l'air israélienne Shaldag avaient atterri sur le site par hélicoptère, couverts par des frappes aériennes, pour détruire une installation souterraine utilisée par les alliés du gouvernement syrien, le Hezbollah libanais et l'Iran, pour construire des missiles à guidage de précision,.
L'OSDH et les agences de renseignement occidentales ont précédemment identifié le SSRC comme étant responsable des programmes syriens de développement d'armes chimiques et de missiles,. Le premier a également affirmé que des officiers des gardes révolutionnaires iraniens étaient stationnés sur le site depuis six ans, ce que le porte-parole du ministère iranien des Affaires étrangères, Nasser Kanaani, a refusé de confirmer ou d'infirmer. L'opération israélienne aurait été planifiée comme un raid terrestre après que les frappes aériennes des années précédentes eurent poussé le Hezbollah et l'Iran, impliqués dans un conflit de longue date avec Israël qui s'est intensifié dans le cadre de la guerre entre Israël et le Hamas, à déplacer leurs opérations sous terre.